# Cotyadesmus
Cotyadesmus is een kevergeslacht uit de familie van de boktorren (Cerambycidae). De wetenschappelijke naam van het geslacht werd voor het eerst geldig gepubliceerd in 2005 door Martins & Galileo.

## Soorten
Cotyadesmus omvat de volgende soorten:
- Cotyadesmus brunneus (Aurivillius, 1924)
- Cotyadesmus iuba (Galileo & Martins, 2003)